# Десять романов и их авторы
«Десять романистов и их романы» («Десять величайших романов человечества»; англ. Ten Novels and Their Authors) — сборник литературно-критических статей Уильяма Сомерсета Моэма о десяти величайших, на его взгляд, романах и их авторах. Среди величайших писателей, по мнению Моэма, четыре англичанина, три француза, двое русских, один американец.

## 10 романов и их авторы
- «История Тома Джонса, найдёныша» (англ. The History of Tom Jones, a Foundling) — Генри Филдинг
- «Гордость и предубеждение» (англ. Pride and Prejudice) — Джейн Остин
- «Красное и чёрное» (фр. Le Rouge et le Noir) — Стендаль
- «Отец Горио» (фр. Le Père Goriot) — Оноре де Бальзак
- «Дэвид Копперфильд» (англ. David Copperfield) — Чарльз Диккенс
- «Мадам Бовари» (фр. Madame Bovary) — Гюстав Флобер
- «Моби Дик» (англ. Moby-Dick) — Герман Мелвилл
- «Грозовой перевал» (англ. Wuthering Heights) — Эмили Бронте
- «Братья Карамазовы» — Фёдор Михайлович Достоевский
- «Война и мир» — Лев Николаевич Толстой